# سورن کلوریکیان
سورن خورنی کلوریکیان (ارمنی: Սուրեն Խորենի Կլորիկյան؛  زادهٔ ۱۲ دسامبر ۱۹۰۷ - درگذشته تاریخ نامعلوم) دانشمند در زمینه معدن‌کاری مهندسی مکانیک و  استاد اهل ارمنستان بود.

## زندگی‌نامه
وی در ۲۵ دسامبر [سبک قدیمی: ۱۲ دسامبر] ۱۹۰۷ در اردو به دنیا آمد . همچنین برندهٔ جوایزی همچون نشان پرچم سرخ کار، نشان لنین، جایزه استالین (۱۹۴۷ و ۱۹۵۲) و جایزه دولتی اتحاد شوروی (۱۹۶۸) شده است.  تاریخ مرگ وی نامعلوم است

## یادداشت
1. ↑  տեխնիկական գիտությունների դոկտոր